# Otello Bellei
Otello Bellei (Modena, 15 giugno 1906 – Modena, 24 giugno 1971) è stato un calciatore italiano, di ruolo mezzala.

## Carriera
Proveniente dai campionati uliciani, viene ingaggiato dal Modena nel 1924, militando per tre stagioni nella squadra riserve. Esordisce in prima squadra nel campionato di Divisione Nazionale 1927-1928, schierato come ala destra nella vittoria per 5-1 sul Novara del 29 gennaio 1928. A fine stagione totalizza 5 presenze con una rete, realizzata il 5 febbraio 1928 contro la Roma; a queste si aggiungono altre 5 presenze nella Coppa CONI, che vede la formazione modenese sconfitta nella seconda ripetizione della finale, proprio contro la Roma, giocata a Firenze il 15 luglio 1928, con Bellei in campo.
Al termine del campionato viene ceduto al Piacenza, militante nel campionato di Prima Divisione, insieme al compagno di squadra Guglielmo Zanasi. Con i biancorossi disputa un campionato da titolare, collezionando 22 presenze e 7 reti nel ruolo di mezzala; sul finire di stagione è vittima di un grave infortunio al ginocchio, e rimane inattivo per tutta l'annata successiva, prima di essere messo in lista di trasferimento dalla formazione emiliana.
Rientra al Modena, venendo operato al menisco all'inizio della stagione 1930-1931 senza riuscire a tornare all'attività agonistica.